# Ketten der Vergangenheit
Ketten der Vergangenheit ist ein US-amerikanisches Krimidrama von Regisseur und Drehbuchautor Stephen La Rocque.

## Handlung
Der Bauunternehmer Jonny Mancini ist der Sohn eines Mafiosi, hat aber mit den Machenschaften seiner Familie nichts zu tun und lebt unter dem Namen James Stockton in einer Kleinstadt. Dort ist er auch Coach der Baseballmannschaft der Schule. Als er inkognito zur Beerdigung seiner Mutter reist, wird er von der Polizei entdeckt, die heimlich die Fingerabdrücke aller Trauergäste überprüft. Der Cop Louis Stamos erfährt so von Stocktons Versteck und sucht ihn wenig später auf. Stamos versucht Stockton zu erpressen. Er soll das Hauptbuch der Mafia herausgeben, das sich in dessen Besitz befinden soll, und will im Gegenzug die Ermittlungen einstellen. Stocktons Frau Lisa wird allmählich misstrauisch, weil ihr Mann ihr die Reise zur Trauerfeier als Geschäftsreise ausgegeben hatte. Als sie auch noch das Foto einer anderen Frau in Mancinis Brieftasche findet, erzählt Jimmy ihr, dass es seine frühere Verlobte Greta Sands ist. Mehr will er jedoch nicht erzählen, da es schlimm geendet habe. Lisa vermutet eine Affäre und erzählt dem befreundeten Ehepaar Ellie und Nick davon. Nick ist ebenfalls Jimmys Geschäftspartner in dem gemeinsam betriebenen Bauunternehmen. Nick beauftragt den Privatdetektiv Cheeta mit Nachforschungen und berichtet Lisa wenig später, dass Greta Sands mit Jonny Mancini, dem Sohn einer Mafiafamilie, verlobt war und ermordet wurde. Jonny Mancini sollte deswegen verhaftet werden und tauchte dann unter. Lisa kann nicht glauben, dass ihr Mann plötzlich ein Verbrecher sein soll. Unterdessen verliert James langsam die Nerven. Bei einem Baseballspiel beschimpft er den Schiedsrichter wegen einer Entscheidung gegen sein Team und gerät mit Nick aneinander. Er findet auch heraus, dass Nick Erkundigungen über ihn eingeholt hat und Stamos sich mit Nick getroffen hatte. Als sich Lisa mit Nick treffen will, steht dessen Büro in Flammen. Beim Versuch, den bewusstlosen Nick zu retten, wird sie von einem herabstürzenden Balken getroffen. Als die Feuerwehr eintrifft, findet sie Lisa jedoch außerhalb des Hauses, während Nick umkommt. Sie misstraut ihrem Mann immer mehr und dieser erzählt ihr schließlich die ganze Wahrheit. Nachdem sein Vater Carlo Mancini zu einer Haftstrafe verurteilt worden war, beschloss er, dass Jonny nicht in die Geschäfte seiner Familie in Atlantic City verwickelt werden sollte, und ließ verbreiten, dass dieser das Familienhauptbuch mit allen Verpflichtungen und Verbindlichkeiten bewahren würde. Jonnys Bruder führte die Geschäfte weiter und starb wenig später bei einem Brand in seinem Casino. Als er erwähnt, dass das Hauptbuch in demselben Brand vernichtet worden sei, erfahren dies auch Stamos und sein Partner, die das Haus der Stocktons abhören. Stamos verhaftet daraufhin Mancini und will ihn nach Atlantic City zurückbringen. Als Lisa Stockton im Gefängnis ihren Mann besucht, verrät dieser ihr das Versteck des Hauptbuchs und sie findet dort auch einen Brief, in der er ihr die ganze Geschichte offenbart. Durch das Hauptbuch erfährt sie, dass sowohl Stamos als auch der Staatsanwalt von New Jersey Thomas O’Claire Schmiergelder von der Mafia angenommen haben. Lisa entschließt sich nun, ihren Mann zu befreien, und erpresst mit dem Hauptbuch Thomas O’Claire. Als Beweis schickt sie eine Kopie des Hauptbuchs in einer E-Mail an O’Claire. Dieser weist daraufhin Stamos an, Jonny freizulassen. Stamos droht Lisa noch, dass sie von nun an keine ruhige Minute mehr haben werde. Als O’Claire jedoch die E-Mail löscht, wird diese durch einen von Lisa und Stacy einprogrammierten Code an hunderte Adressen in O’Claires Adressdatenbank weitergeleitet. Es werden daraufhin Ermittlungen gegen O’Claire eingeleitet und Stamos wird verhaftet. Die Stocktons nehmen nun ihr Kleinstadtleben wieder auf.

## Produktion
Der Film wurde in North Carolina gedreht.

## Kritiken
„Langatmig inszenierter Thriller, der sich vergeblich um Tiefe bemüht“, befand das Lexikon des internationalen Films.